# Faculté des sciences du sport de l'université Paris-Saclay
La faculté des sciences du sport de l'université Paris-Saclay est située essentiellement sur le campus d'Orsay dans l'Essonne.
Une division STAPS a été créée en 1985 et rattachée à l’UFR de sciences, puis transformée en UFR STAPS dès 2003. Forte de 1 500 étudiants, cette UFR mène des recherches notamment sur la motricité humaine. Christine Le Scanff est la directrice de cette UFR depuis 2008.